# Emily Welker
Emily Welker (* 31. Juli 2000) ist eine deutsche Tennisspielerin.

## Karriere
Welker spielt vorrangig auf der ITF Women’s World Tennis Tour, wo sie bisher je einen Titel im Einzel und Doppel gewinnen konnte.
In der Tennis-Bundesliga spielte sie 2017 und 2018 in der 2. Liga und ab 2019 in der 1. Liga für den TC BW Dresden-Blasewitz.
Emily Welker trainiert an der Alexander Waske Tennis-University.

## Turniersiege

### Einzel
| Nr. | Datum        | Turnier  | Kategorie | Belag | Finalgegnerin     | Ergebnis |
| --- | ------------ | -------- | --------- | ----- | ----------------- | -------- |
| 1.  | 26. Mai 2024 | Bukarest | ITF W15   | Sand  | Eva Maria Ionescu | 6:1, 6:3 |

### Doppel
| Nr. | Datum             | Turnier | Kategorie | Belag | Partnerin         | Finalgegnerinnen        | Ergebnis |
| --- | ----------------- | ------- | --------- | ----- | ----------------- | ----------------------- | -------- |
| 1.  | 7. September 2024 | Dinard  | ITF W15   | Sand  | Vicky Van de Peer | Melody Hefti Jana Leder | 6:3, 6:1 |